# لوروا هودجز
لوروا هودجز (بالإنجليزية: Leroy Hodges)‏ هو موسيقي أمريكي، ولد في 2 سبتمبر 1975 في فاييتفيل في الولايات المتحدة.

## وصلات خارجية
- لوروا هودجز على موقع ميوزك برينز (الإنجليزية)
- لوروا هودجز على موقع أول ميوزيك (الإنجليزية)
- لوروا هودجز على موقع ديسكوغز (الإنجليزية)